# Rance (Luy)
Die Rance ist ein kleiner Fluss in Frankreich, der in der Region Nouvelle-Aquitaine verläuft. Sie entspringt im südlichen Gemeindegebiet von Fichous-Riumayou, entwässert generell Richtung Nordwesten und mündet nach rund 15 Kilometern an der Gemeindegrenze von Peyre und Monget als linker Nebenfluss in den Luy de France. Auf ihrem Weg berührt die Rance die Départements Pyrénées-Atlantiques und Landes.

## Orte am Fluss
(Reihenfolge in Fließrichtung)
- Labourdette, Gemeinde Fichous-Riumayou
- Moules, Gemeinde Louvigny
- Hourticq, Gemeinde Garos
- Pélude, Gemeinde Cabidos
- Sarraillot, Gemeinde Piets-Plasence-Moustrou
- La Rochelle, Gemeinde Montagut
- Pourtique, Gemeinde Arget
- Néboudon, Gemeinde Monget
- Peyre